# Ashi
Ashi (aši) es la palabra en avéstico del concepto zoroastrista de "aquello que es alcanzado." Como hipóstasis de "premio," "recompensa," o "suerte caprichosa," Ashi también es una divinidad de la jerarquía zoroastrista de yazatas.

## Nomenclatura
'Ashi' en avéstico es un sustantivo abstracto femenino, derivado de la raíz ar-, "asignar," con el sufijo que la sustantiviza -ta , por lo tanto aši/arti "aquello que es conseguido." En avéstico, el término hace referencia tanto a una recompensa material como espiritual.
Si bien ashi es conceptualmente más antiguo que el zorotraismo, no existe un equivalente en sánscrito védico. El equivalente en persa tal como se encuentra expresado en los textos zoroástricos de los siglos IX al XII es ard-, el cual da lugar a confusión con otro ard que significa aša- "verdad". 
En el avéstico moderno, el Ashi divinizado a veces es indicado como ashi vanuhi o ashi vanghuhi (Aši vaηuhī, nominativo Ašiš vaηuhī "buena recompensa"), el equivalente en persa del cual es Ahrishwang (Ahrišwang). Ashi también se utiliza como un dvandvah compuesto como por ejemplo Ashi Vanghuhi-Parendi.

## En las escrituras

### En la revelación de Zoroastro
El ashi avéstico fue utilizado en los Gathas, los textos más antiguos del Zoroastrismo y que se cree fueron escritos por el mismo Zaratustra. En estos himnos, el término es utilizado en 17 oportunidades, ashi es todavía un concepto abstracto y no la divinidad en la que se transformará en el avéstico moderno. En tres ocasiones ashi es utilizada junto con el adjetivo "bueno" (o sea -vanuhi).
En los Gathas, ashi es frecuentemente identificado con asha "verdad", por ejemplo en Yasna 51.10 donde el poeta clama "verdad a [él], para que tenga una buena recompensa." La idea que se expresa aquí es una de naturaleza soteriologica, con "verdad" conectada con la vida luego de la muerte (véase asha para más detalles) y ashi la recompensa apropiada para el alma luego de la muerte (cf. ashavan). Esto es también aparente en Yasna 43.5 donde Ahura Mazda indica "recompensa por las obras y la palabra: malo para lo malo, buena recompensa para lo bueno." Conectado a una conducta apropiada durante la vida, ashi es luego asociado al concepto de Zoroastro del libre albedrío, evidente por ejemplo en el Yasna 50.9 donde un mortal posee el poder de influir sobre su propia recompensa.
Tanto asha y ashi poseen asociaciones con Sraosha y Vohu Manah. Sraosha even has ashi como epíteto, él es ashivant, "tiene ashi" y obediencia (=Sraosha) a Ahura Mazda resulta en buenas recompensas, lo cual es "pensamiento bueno" (=Vohu Manah).

### En el avéstico moderno
En el avéstico moderno, no quedan dudas que Ashi es una divinidad, particularmente en el himno (Yasht 17) dedicado a ella. Este himno también contiene material antiguo, y muchos de los versos de Yasht 17 también están en Yasht 5, el himno invoca de manera nominal "las aguas" (Aban), pero en realidad se refiere a Aredvi Sura Anahita. Tanto Aredvi Sura como Ashi son divinidades de fertilidad, pero ambos versos que poseen características marciales (véase a continuación) parecen fuera de lugar en un himno a "las aguas".
Como divinidad de la suerte, Ashi es caracterizada como una divinidad que otorga la victoria en la batalla (Yasht 17.12-13). Ella también se encuentra muy relacionada con Mithra, de la cual es quien maneja su carroza (Yasht 10.68). En el himno a Sraosha, la divinidad de la obediencia recibe ashiio (de significado incierto) como epíteto.
Tres versos del Ard Yasht enumeran los diversos reyes y héroes que han sido devotos de Ashi (17.23-25) y los que recibieron recompensa por ello. En el verso 53 del mismo himno se enumera a aquellos que no recibieron sus favores, estos además de los demonios incluyen a todos los jóvenes que todavía no han alcanzado la pubertad. A ello le siguen dos versos (55-56) que mencionan un relato en el que Ashi se esconde detrás de una roca al ser perseguida, pero es delatada por niños y niñas prepúberes. Los últimos tres versos (57-59) del himno describen a Ashi quejándose ante Ahura Mazda por la vergüenza que siente por las acciones "prostituidas" (cf. Jahi).

## Iconografía
En las monedas Kushan, Ashi aparece como Ardoxšo con una cornucopia en sus manos.